# Erotic Dissidents
Erotic Dissidents was een Belgische New Beat-formatie die bestond uit Nikkie Van Lierop en het trio Jo Casters, Herman Gillis en Roland Beelen (beter bekend als respectievelijk Morton, Sherman and Bellucci).

## Biografie
Ze scoorde een relatief internationale succes met hun nummers Move Your Ass and Feel the Beat, I Wanna Be Loved by You en Shake Your Hips en waren bekend voor hun erotische teksten en dito live act. Met Move your ass and feel the beat stonden ze in mei 1988 twee weken in de BRT Top 30, wat niet naar de zin was van de toenmalige BRT-directie die het nummer te obsceen vond en het liever niet wenste te draaien op hun radio's. Bij het afspelen tijdens de Top 30 verontschuldigde de radiopresentator zich tweemaal voor de obsceniteiten aan de luisteraars.
De groep bracht één album uit, met name Naked Angel.
Jo Casters, Herman Gillis en Roland Beelen waren naast Erotic Dissidents actief onder tal van aliasen, de bekendste waren:
- The Acid Kids
- The Airplane Crashers
- Balearic Beach
- Beat Professor
- Berliner Meisterschaft
- Boys & Girls At The University
- The Brotherhood Of Sleep
- The Brothers
- Bulgarka
- Chinese Ways
- The Crumbsuckers
- Danse Macabre

- Ei Mori
- Explorers Of The Nile
- Freak Brothers
- Fruit Of Life
- The Hippies On LSD
- J.E.T.
- Kings Of Agreppo
- Mission Impossible
- The Moneymakers
- Mr. Horse
- New Beat Generation

- New Beat Sensation
- Opium Monks
- Probably The Best Band In The World
- Secrets Of China
- Super Nova
- Taste Of Sugar
- The Techno Bastards
- TNT Clan
- Trio Balkana
- The Vacuum Cleaners

## Discografie

### Singles
| Single met hitnotering(en) in de Vlaamse Ultratop 50 | Datum van verschijnen | Datum van binnenkomst | Hoogste positie | Aantal weken | Opmerkingen |
| ---------------------------------------------------- | --------------------- | --------------------- | --------------- | ------------ | ----------- |
| Move Your Ass and Feel the Beat                      | 1988                  | 21-05-1988            | 39              | 2            |             |
| Shake Your Hips                                      | 1988                  |                       |                 |              |             |
| I Wanna Be Loved by You                              | 1989                  |                       |                 |              |             |

### Album
- Naked Angel (1989)[6]